# Сандаски (Огайо)
Санда́ски (англ. Sandusky) — город в штате Огайо, США. Административный центр округа Эри. Население города составило 25 919 человек по данным переписи населения 2010 года. Парк развлечений Cedar Point расположен в Сандаски.

## Географическое положение
Сандаски расположен на южном берегу озера Эри, в 85 км к западу от Кливленда и в 170 км к северу от Колумбуса.

## Демография
По данным переписи населения 2010 года, население города составило 25 919 человек.
Расовый состав города:
- белые — 67,2 %
- афроамериканцы — 23,9 %
- индейцы — 0,8 %
- азиаты — 0,2 %
- Смешанные расы: 5,0 %